# Виктория-Фолс
Викто́рия-Фолс (англ. Victoria Falls) — город в Зимбабве, расположен в провинции Северный Матабелеленд.

## Географическое положение
Расположен на правом берегу реки Замбези, на границе с Замбией, недалеко от водопада Виктория (на северо-восточной окраине города). Связан железнодорожным мостом с замбийским городом Ливингстон. Высота центра города составляет 991 метров над уровнем моря.

## Демография
Население города по годам:
| 2002   | 2012   |
| ------ | ------ |
| 31 375 | 30 350 |